# Desa Cipancur (administrativ by i Indonesien, lat -6,96, long 108,64)
Desa Cipancur är en administrativ by i Indonesien.   Den ligger i provinsen Jawa Barat, i den västra delen av landet, 210 km öster om huvudstaden Jakarta.